# Layap
I Layap (Dzongkha: ལ་ཡཔ་) sono un popolo indigeno che vive sulle alte vette del Bhutan nord-occidentale, nel villaggio di Laya, nel Distretto di Gasa, ad un'altitudine di 3.850 metri, poco al di sotto del picco Tsendagang. Alcuni Layaps vivono anche nel Distretto di Thimphu (Gewog di Lingzhi) e nel Distretto di Punakha. I Layaps vengono a volte chiamati Bjop (in Dzongkha: འབྱོགཔ་; "nomade") dai Bhutanesi, un termine che alcuni considerano condiscendente. La popolazione si aggira intorno alle 1.100 unità (2003). Sono etnicamente relazionati ai Tibetani e parlano il Layakha, una lingua tibeto-Birmana. I Layaps chiamano la loro terra Be-yul, ovvero "la terra nascosta".

## Costumi
Il vestiario dei Layap è simile al classico costume Tibetano, se non per alcune piccole differenze. Gli uomini vestono come i Bhutanesi, indossando un abito di seta o di lino tipicamente color zafferano e rosso (detto gho). Le donne, invece, vestono dei maglioni di lana nera che arrivano fino alle caviglie. In fondo alle loro lunghe maniche si trova di norma una banda blu. Diffuso è l'uso di gioielli in argento e perline.
La caratteristica più distintiva del vestito delle donne Layap è il cappello conico. Fatto di strisce di bambù scuro, il cappello conico si chiude con una punta verso il cielo, una croce simile alla croce cristiana rovesciata.

## Religione
A causa influenza tibetana, le pratiche religiose Layap sono un misto di Bön e Buddhismo tibetano. Secondo la leggenda, il villaggio di Laya è il punto dove Shabdrung Ngawang Namgyal, il fondatore del Bhutan, entrò per la prima volta nel paese.
Particolare tra i Layap è la tradizione delle "contaminazioni di vita" (Dzongkha: soen drep), dove una persona ritualmente impura viene messa al bando dalle attività sociali. Molti Layap evitano le "contaminazioni di vita" per non adirare le divinità, e per evitare malattie fisiche e piaghe del bestiame. Tra gli atti ritualmente impuri ci sono la nascita, il divorzio, e la morte, tra cui anche la morte di un cavallo.

## Stile di vita
Vivendo vicino al confine tibetano, i layap sono tradizionalmente impegnati negli scambi commerciali. Oggi sono inclusi il contrabbando di coperte cinesi e prodotti in plastica, che sono stati messi sotto embargo da parte del governo bhutanese, ma la cui domanda nei villaggi bhutanesi è molto alta.
Tradizionalmente, i Layap vivono come seminomadi, allevando yak e dzo, sebbene in tempi più recenti siano stati trovati nella zona anche numerosi pony. A causa del freddo e dell'altitudine, pochissime colture possono essere piantate, ad eccezione di alcune erbe. I Layap raccolgono anche il cordyceps, preziosi funghi tradizionalmente medicinali e magici originari della regione. Con l'aumento della protezione ambientale da parte del governo Bhutanese, i Layap e i contadini rurali devono proteggere il loro bestiame dai predatori naturali, in particolare dai leopardi Il popolo Layap partecipa attivamente nel pesante lavoro di drenaggio del Thorthormi, un lago glaciale soggetto al fenomeno del Jökulhlaup. Le inondazioni sono una minaccia particolarmente grave per i Layap, fortemente dipendenti dal bestiame e dalle scarse risorse idriche.
Fino agli anni ottanta, i Layap vissero in quasi completo isolamento dal mondo esterno, eccetto le rare visite a Thimphu o a Punakha, che distavano circa cinque giorni di cammino. Dall'inizio del nuovo millennio, Laya viene visitata ogni anno da molti turisti provenienti da tutto il mondo. Si possono vedere case splendidamente dipinte dotate di pannelli solari, e la costruzione di nuove scuole per i bambini poveri. Molti abitanti possono oggigiorno abbandonare il villaggio in inverno per farvi ritorno in primavera. Molti Layap oggi vivono in insediamenti permanenti completi di tutte le modernità, dai gabinetti ai telefoni cellulari e alle televisioni, grazie alle entrate derivanti dai commerci. Un numero sempre maggiore di bambini Layap frequenta le scuole pubbliche del Bhutan.
Sebbene si siano modernizzati, i Layap e altri popoli tribali del Bhutan costituiscono ancora una curiosità per la maggior parte della popolazione autoctona, che in buona parte vive una vita molto più modernizzata. Il governo incoraggia l'orgoglio tribale dei gruppi indigeni del Bhutan, e li cita come esempio di successo di esseri umani che vivono in armonia con la natura.
Nella cultura tradizionale Layap il sesso occasionale è fatto comune e accettato, tra i maschi come tra le femmine, sposati e non sposati. Come conseguenza le comunità Layap sono enormemente esposte alla sifilide, alla gonorrea, e all'epatite B. Sebbene i profilattici siano disponibili ovunque, pochissimi Layap ne fanno uso, un trend che il governo spera di cambiare.

## Famiglia
I Layap sono conosciuti per la tradizione della Poliandria, praticata per tenere unite le famiglie e le proprietà, sebbene l'uso di questo costume sia in declino. I Layap hanno anche la tradizione dei matrimoni tra bambini, con spose di appena 10 anni. Le donne Layap affermano che l'aumento della scolarizzazione tra le loro figlie si tradurrà in un calo dei matrimoni tra bambini. Molte donne Layap trovano difficile l'accesso al sistema sanitario durante la gravidanza a causa dell'isolamento degli insediamenti e dello stile di vita nomade. Una delle loro massime preoccupazioni è la cura prenatale.